# Kebnekaise
Kebnekaise, äldre stavning även Kebnekajse (av lulesamiska giebnne (kittel) och gájsse (hög och spetsig fjälltopp), på nordsamiska Giebmegáisi, modernare, av svenskan påverkad form, Giebnegáisi), är Sveriges högsta berg, som utgörs av ett bergsmassiv i Kiruna kommun, Norrbottens län (Lappland).
Bergsmassivet har två huvudtoppar. Nordtoppen är idag Sveriges högsta punkt. Den har fast berg till 2 096,8 meter över havet och är kal på sommaren. Sydtoppen har fast berg till cirka 2 060 meter över havet och är täckt av en glaciär, som är Sveriges enda toppglaciär. Under 1900-talet var glaciären på Sydtoppen i allmänhet 50–60 meter tjock, vilket gjorde den till Sveriges högsta punkt, isen inräknad. Under 2000-talet har dock avsmältning av glaciären snabbt sänkt höjden. Glaciären är idag 30–40 meter tjock och sedan 2018 är Sydtoppen lägre än Nordtoppen, enligt mätningar utförda av forskare vid Tarfala forskningsstation.
Kebnekaisemassivet har en mängd sekundära toppar och ett 40-tal glaciärer, vilket gör området till det glaciärtätaste i Sverige.
Området runt Kebnekaise har länge varit bebott av nomadiserande samer. Första bestigningen skedde 1883 och 1907–1908 byggdes Kebnekaise fjällstation, som är utgångspunkt för de flesta bestigningar av berget. Även toppstugor för skydd nära toppen har uppförts.

## Etymologi
Namnet Kebnekaise, enligt äldre svensk stavning Kebnekajse, kommer ursprungligen av lulesamiska giebnne (kittel) och gájsse (hög och spetsig fjälltopp).
Kebnekaise är det svenska namnet på fjällmassivet och har sannolikt tillkommit genom ett missförstånd. Det nordsamiska namnet Giebmegáisi betyder kitteltoppen, vilket inte alls stämmer på Sveriges högsta bergstopp. Däremot stämmer kittelformen väl in på det närliggande fjället som idag heter Tolpagorni. Antagligen på grund av missförstånd mellan lantmätare och samer sammanblandades topparna. 
Vad dagens Kebnekaise ursprungligen hette på samiska råder det osäkerhet kring. Norska källor anger att samer som bor i området hävdar att det rätta namnet egentligen är Basievaare, "det hellige fjellet", men ordalydelsen i de olika källorna på Internet är närmast identisk och ursprunglig källa är oklar.

## Geografi

Flygfoto över Kebnekaise-massivet från cirka 1960.

Kebnekaisemassivet avskiljs från omgivande terräng genom de tre stora dalgångarna Ladtjovagge, Tjäktjavagge och Vistasvagge. Dessa gör att massivet bildar ett triangulärt område.
Kebnekaise har Sveriges två högsta toppar: Nord- och Sydtoppen. 
Berget har ytterligare en topp norr om Nordtoppen, Kebnepakte (Giebmebákti). Mellan Kebnepakte och Nordtoppen finns en bergsrygg benämnd Halspasset. Österut från Sydtoppen leder en längre bergsrygg som kallas Kebnetjåkka (Giebmečohkka). Söder om Sydtoppen finns två mindre toppar, Vierramvare (Vierranvárri) och Tolpagorni (Duolbagorni). Mellan Tuolpagorni och Kebnetjåkka rinner Kittelbäcken (Giebmejohka).

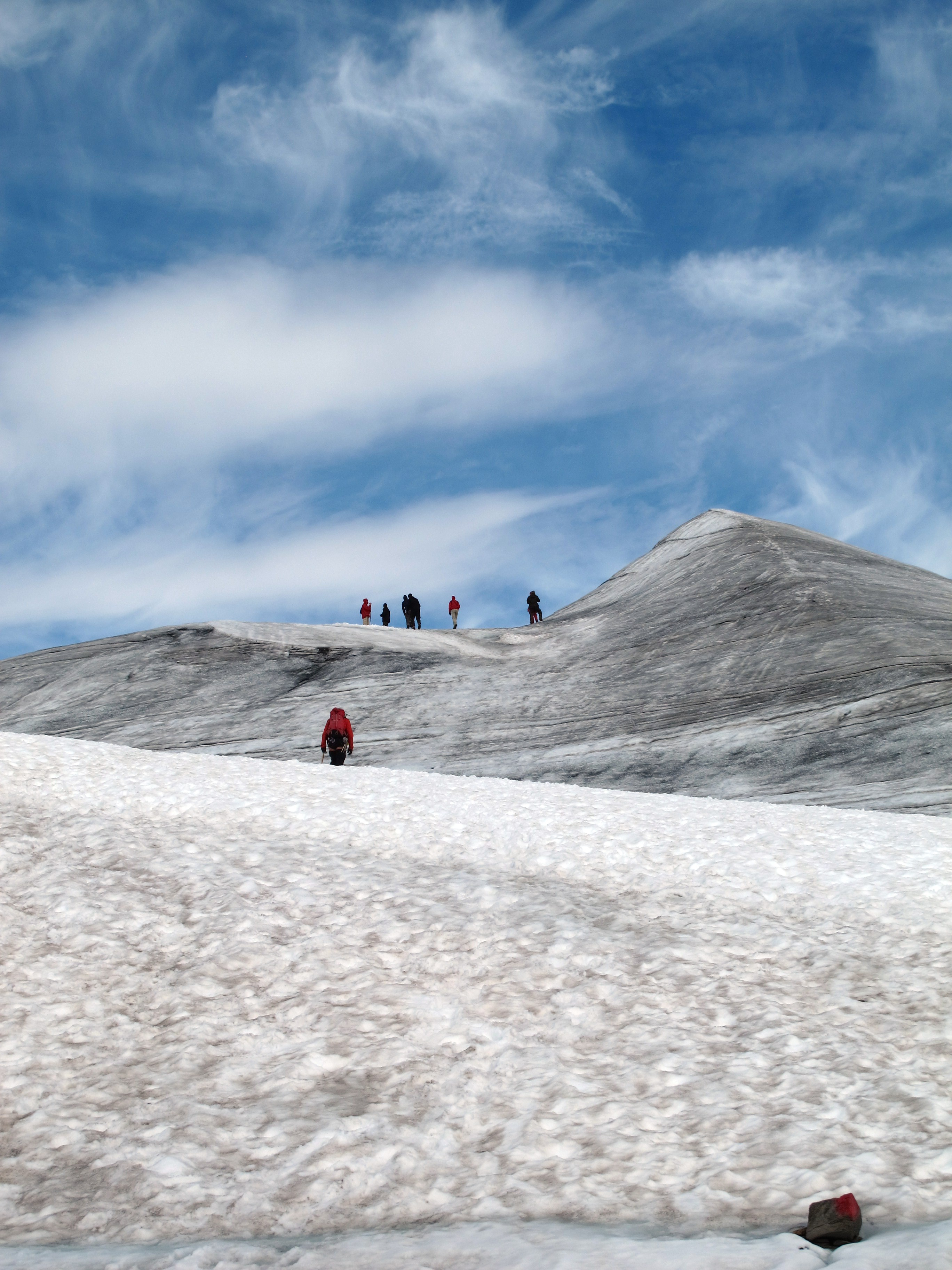
Sydtoppen.

I direkt anslutning till berget ligger fyra större glaciärer; Rabots glaciär (i nordväst), Isfallsglaciären (i öster), Storglaciären (i öster) samt Björlings glaciär (i söder). Kebnekaisemassivet i stort har Sveriges högsta glaciärtäthet; mer än fyrtio glaciärer ligger samlade inom ett relativt litet område. De flesta stora glaciärerna är så kallade dalglaciärer. Sydtoppen är Sveriges enda toppglaciär.

## Sveriges högsta punkt
Under en stor del av 1800-talet ansågs Sulitelma vara Sveriges högsta fjäll, efter att naturforskaren Göran Wahlenberg år 1807 uppmätt höjden med barometer till 1880 meter över havet (modernt värde: 1907 meter). År 1879 besteg kartografen Gustaf Wilhelm Bucht Stortoppen av Sarektjåkkå och bestämde höjden till 2130 meter över havet (modernt värde: 2089 meter), med vilket den tog höjdrekordet. Men redan två år senare fick Bucht och hans team upp ögonen för Kebnekaise, som uppskattades ha höjden 2135 meter, men mätosäkerheten var för stor för att avgöra om den var högre än Sarektjåkkå. Frågan avgjordes först 1902 då chefsgeodeten Per Rosén och hans son Karl D.P. Rosén slutligen fastställde att Kebnekaise är Sveriges högsta fjäll. Idag anser man att Buchts mätning överskattade Kebnekaises höjd med cirka 20 meter. 
Moderna mätningar visar att Sveriges högsta fasta berg är Nordtoppens höjd om 2096,8 meter över havet, medan radarmätningar indikerar en höjd för fast berg på Sydtoppen till cirka 2060 meter över havet, dvs. cirka 37 meter lägre. 
Under slutet av 1800-talet och början av 1900-talet, efter Lilla istiden, hade Sveriges glaciärer en omfattande utbredning. Både Sydtoppen och Nordtoppen var under denna period täckta av en toppglaciär. Under perioden 1927–1947 smälte Nordtoppens glaciär bort. Glaciären på Sydtoppen var stabilare och behöll under 1900-talet en tjocklek om 50–60 meter, vilket gav Sydtoppen en höjd om cirka 2110–2120 meter över havet, dvs. klart högre än Nordtoppen. Under 2000-talet har dock även glaciären på Sydtoppen minskat snabbt och tjockleken är idag 30–40 meter. Som resultat av detta uppmättes sensomrarna 2018–2021 en lägre höjd för Sydtoppen än för Nordtoppen.

Tarfala Vetenskapliga Station mäter varje sensommar höjden. Topparna är flera meter högre tidigare under somrarna, men årets snö räknas inte, endast det som är kvar efter sommaren.
Om glaciären på Sydtoppen i framtiden helt smälter bort återstår en flack bergstopp endast cirka 2060 meter över havet, vilket skulle ge en fjärdeplats efter Sarektjåkkå (Stortoppen på 2089 m) och Kaskasatjåkka (2076 m).
En mer detaljerad lista med årliga mätningar finns i artikeln Lista över höjdmätningar av Kebnekaise.

## De första kända bestigningarna

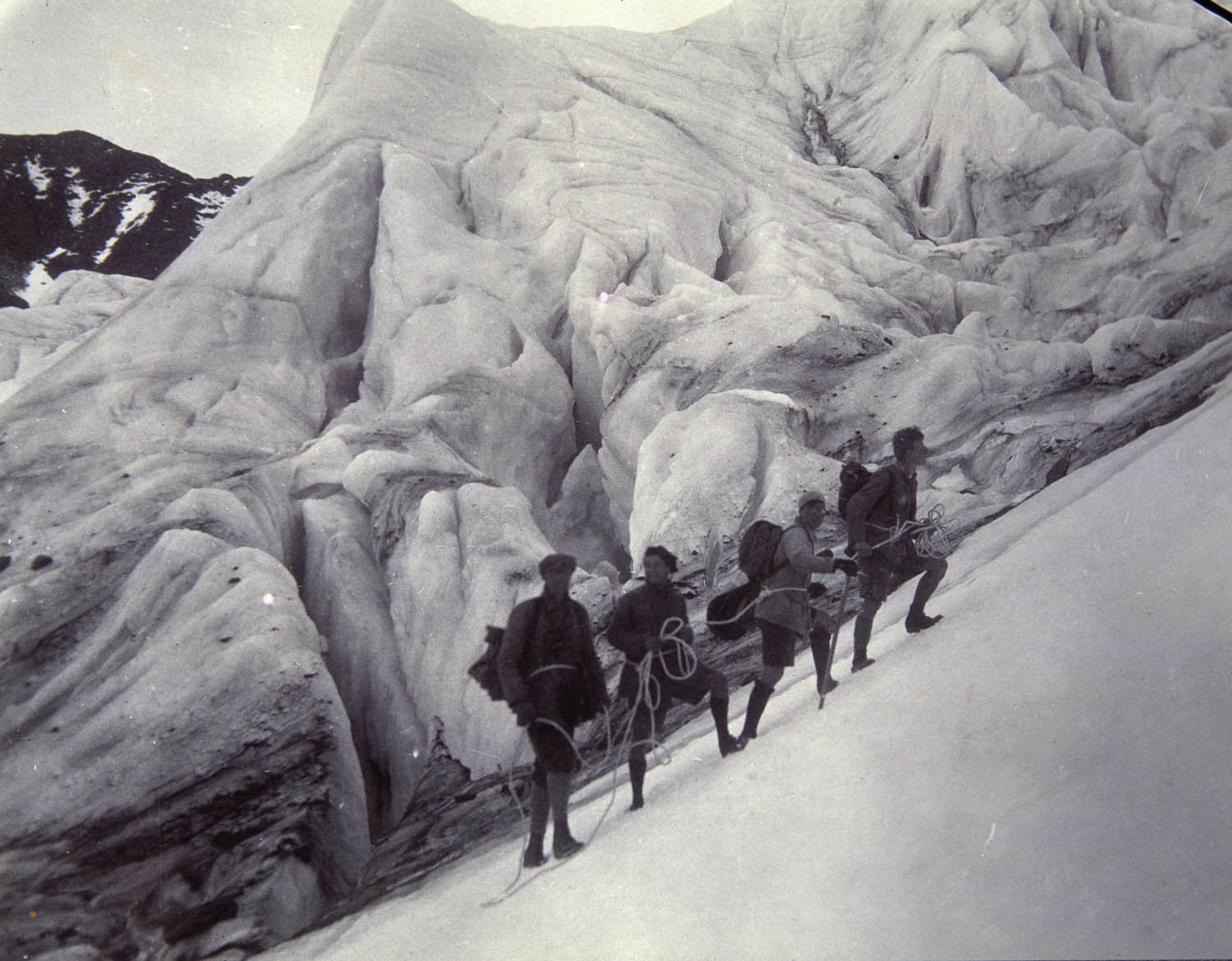
Bestigning av Kebnekaise. Fotografi av Ernst Herrmann från första hälften av 1900-talet.

Sommaren 1889 ledde Johan Alfred Björling, endast 17 år gammal, en expedition tillsammans med Axel Hultman samt ytterligare en kamrat för att bli de första att bestiga Kebnekaise. Pojkarnas första försök att bestiga berget längs östsidan misslyckades. Björling föll ner i en glaciärspricka, men lyckades få tag i en klippa i sista stund och klarade sig. Försöket avbröts när sikten försämrades av låga moln. Nästa dag, den 19 juli 1889, gjordes ett nytt försök av Björling och en av hans kamrater att bestiga toppen. Denna gång valde de en västligare väg upp för Kebnekaise, för att slippa gå över glaciärer, och nådde toppen den 9 juli 1889 efter 13 timmars vandring. Den västra leden kallas därför också för Björlings led.
Senare visade det sig att fransmannen Charles Rabot tillsammans med Jon Larsson, same och fjällguide, Hans Monsen från Bodø samt Peder Abrahamsson Lindgren (Fjällbu, Sjoken) hade bestigit Kebnekaise den 22 augusti 1883 (Sydtoppen /K1). I mitten av augusti 1883 utgick Rabots expedition mot Kebnekaise från Elvegård i Skjomdalen i Norge, det vill säga samma väg som Norrbottenskartograferna tre år tidigare nyttjat under sin expedition i fjällmassiven. Detta bland annat i provianteringssyfte. Med sig hade Rabot tre följeslagare: Jon Larsson, same och fjällguide, Hans Monsen från Bodø samt Pehr Abrahamsson. Vandringen till fjällets fot tog dem sex dygn. Vid 19-tiden den 22 augusti nådde följet Kebnekaises sydtopp. Rabot beräknade toppens höjd till 2 130 meter, en osäker uppgift då det inte framgår hur och var hans barometer professionellt kalibrerats. Expeditionen skildrade han 1898 i sin bok Au Cap Nord. Han hade omnämnt sin bestigning av Kebnekaise i Frankrike, men i Sverige var detta inte känt före bokens publicering. Nordtoppen (K2) bestegs första gången av Borg Mesch den 4 juli 1907.
Den tredje bestigningen gjordes den 8 augusti 1895 av G. Durling som har fått Durlings led uppkallad efter sig.
Den första vinterbestigningen av Kebnekaise gjordes 1908 av Nils Pallin.

## Bestigningar idag
Nedanför berget ligger Kebnekaise fjällstation, varifrån toppturer med guide utgår. Sydtoppen kan bestigas av normalt fjällvana personer utan specialkunskaper via västra leden från fjällstationen, vilket är en något längre väg än östra leden som används av de guidade turerna. Här ingår glaciärpassage och enklare klättermoment. 
En annan ofta använd färdväg är Durlings led som går till Sydtoppen från Kungsleden via Singi och den så kallade Kaffedalen.
På sydsidan finns kring 1 800-metersnivån en obemannad toppstuga, samt högre upp på 2 040 meters höjd ytterligare en obemannad säkerhetsstuga. Dessa är öppna året om. De finns för att söka skydd vid väderomslag.
Nordtoppen, som kan komma att bestå som den högsta i framtiden, är farligare att bestiga. 
Nordtoppen kräver klätterutrustning och kunskap om klättring för en säker bestigning. Huvudvägen är längs kammen från Sydtoppen, som är smal med branta sidor. Även hit finns möjlighet till guidade turer från fjällstationen.
Rekordet för att bestiga Sydtoppen (Östra leden) från fjällstationen och ta sig tillbaka har Petter Engdahl med tiden 1:47:17 slaget den 9 juli 2020. Snabbaste damtid har Emelie Forsberg på 2:00:40 från 7 juli 2014.

## Galleri

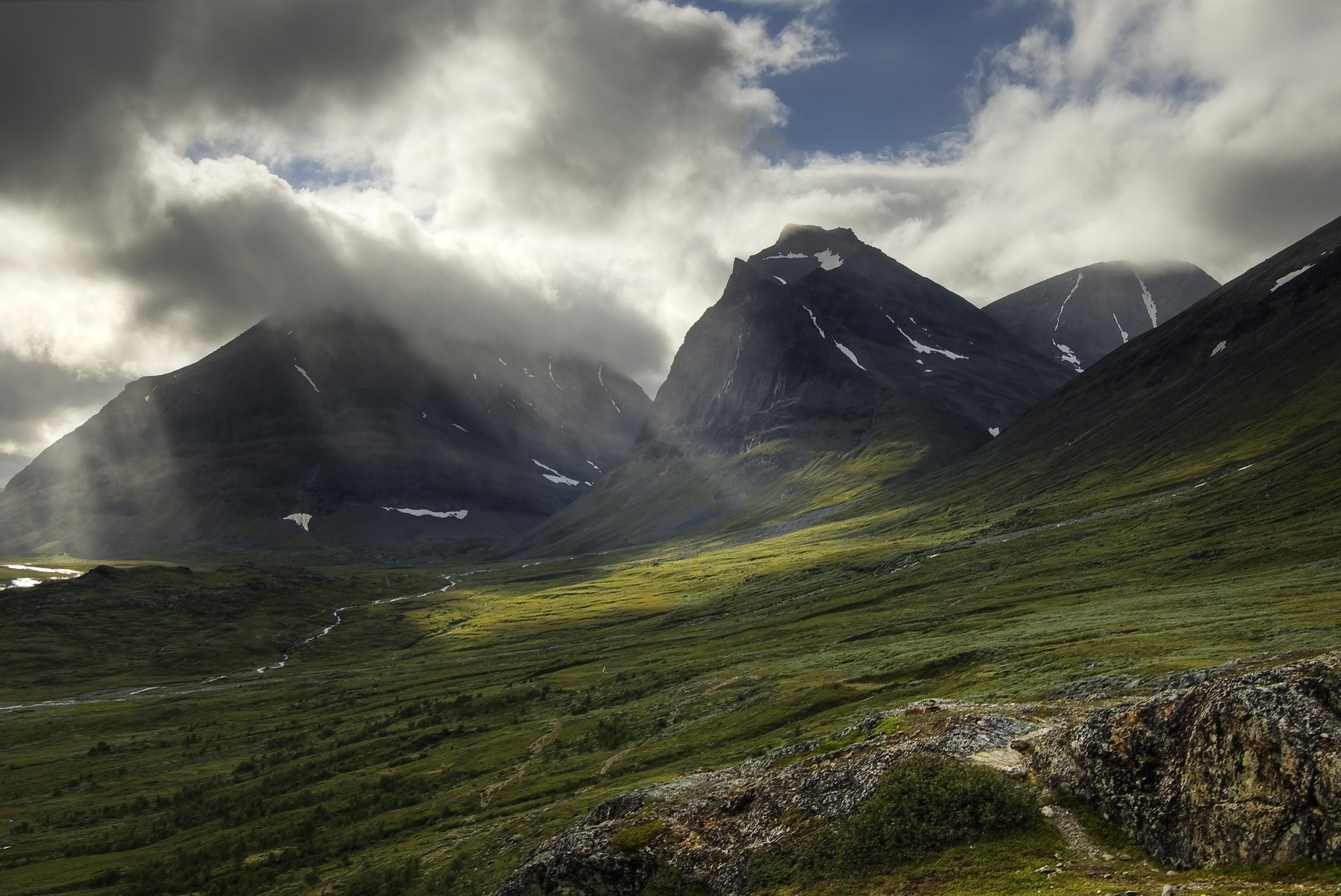
Ladtjovagge nedanför Kebnekaisemassivet med Singitjåkka till vänster, Tolpagorni i mitten och Kebnekaises fot till höger.
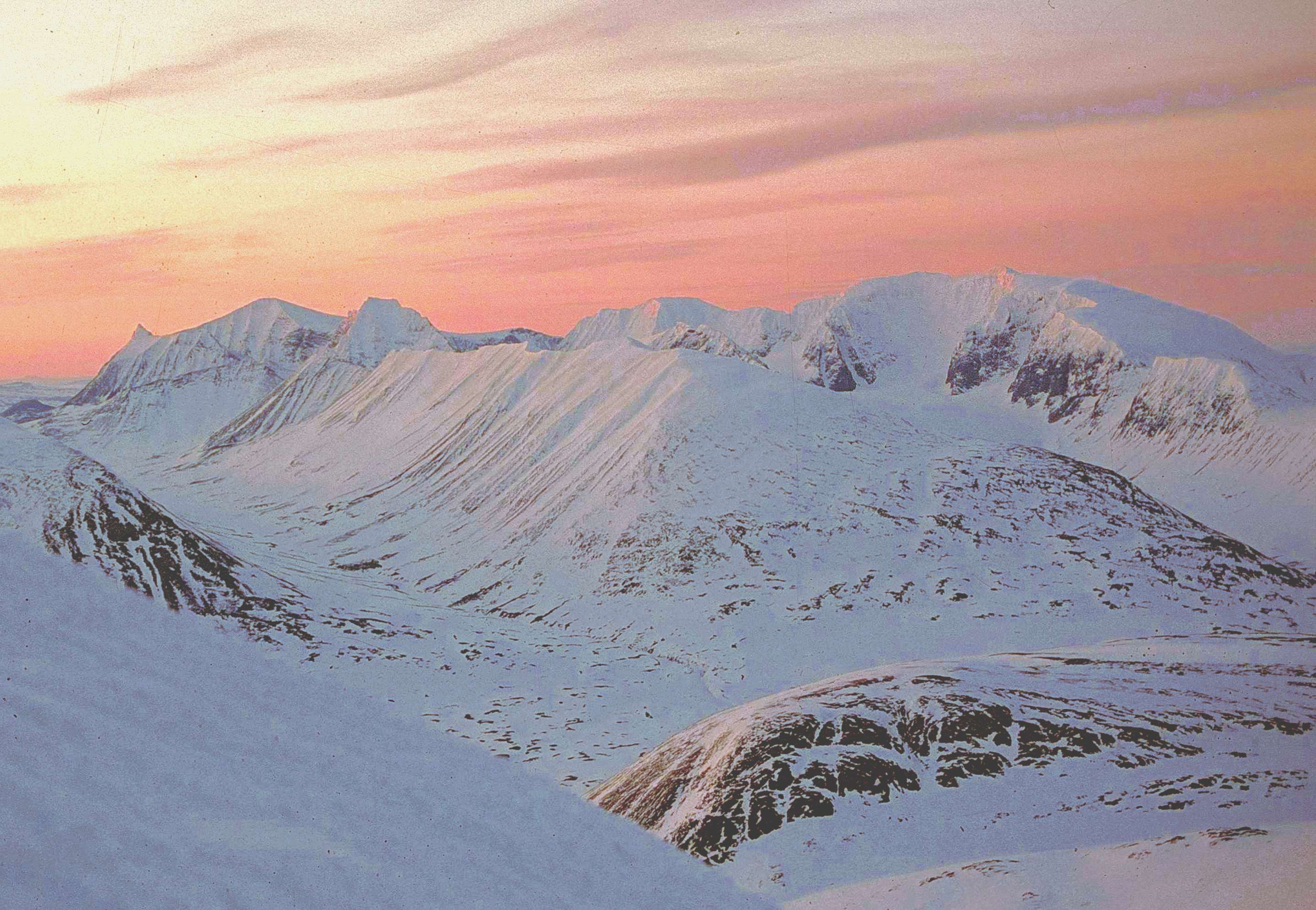
Kebnekaise, sett från Sälka.
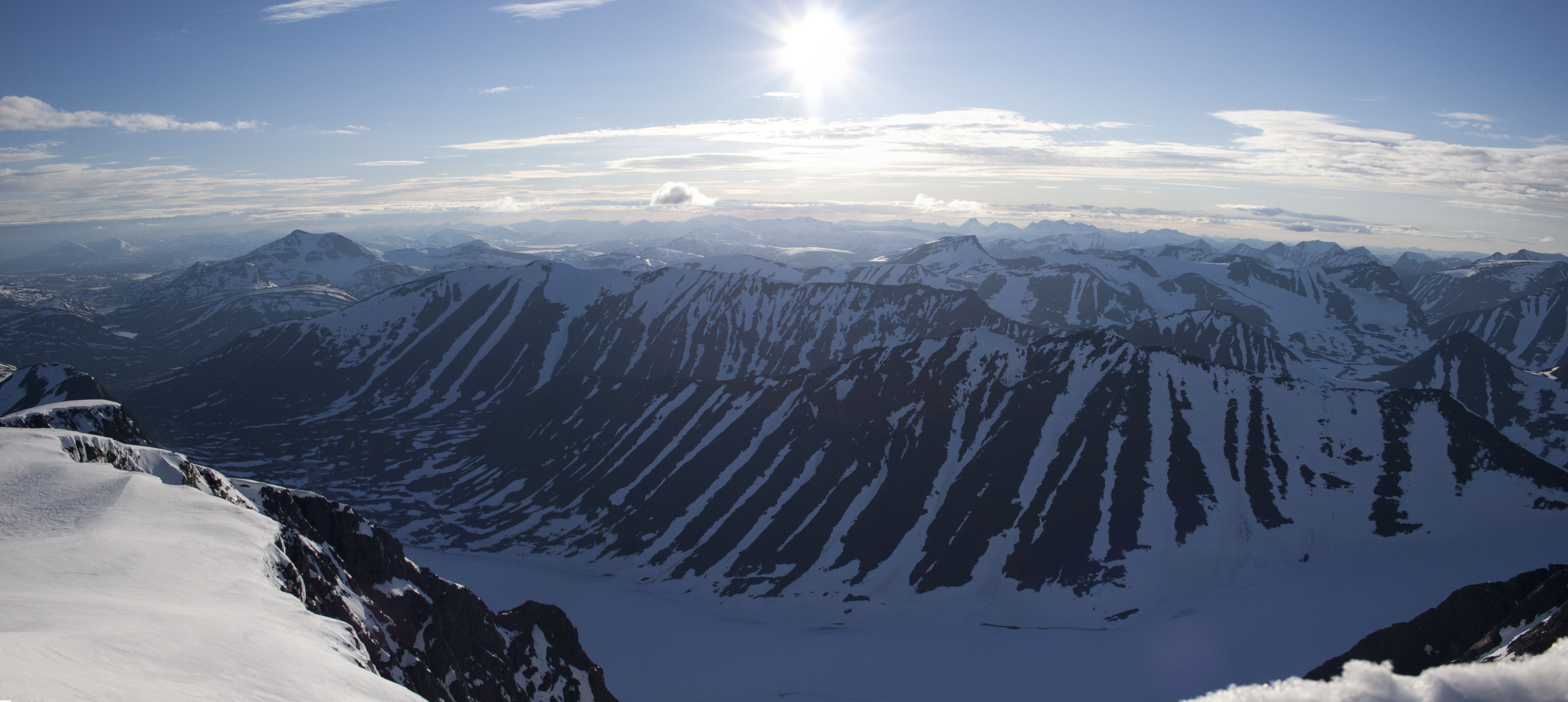
Utsikten från sydtoppen i juli 2012 i riktning nordväst. Sälka syns till vänster, Drakryggen i mitten och Duolbanjunječohkka bakom Drakryggen.
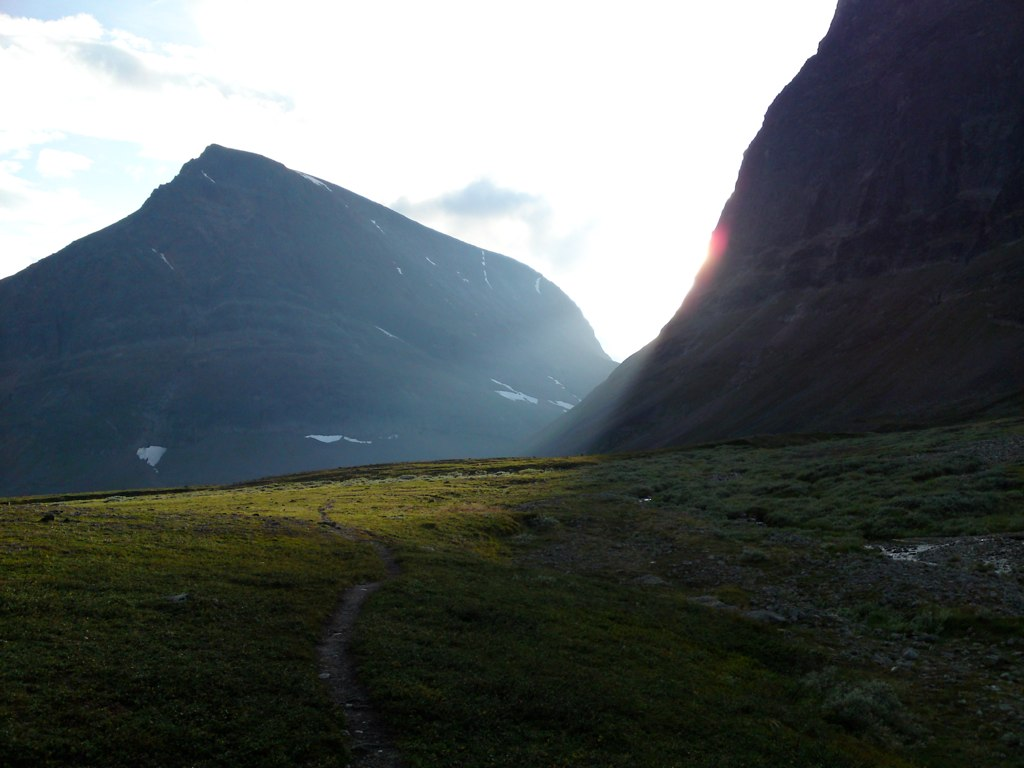
Kebnekaises fot, som ligger i dalen på bilden.
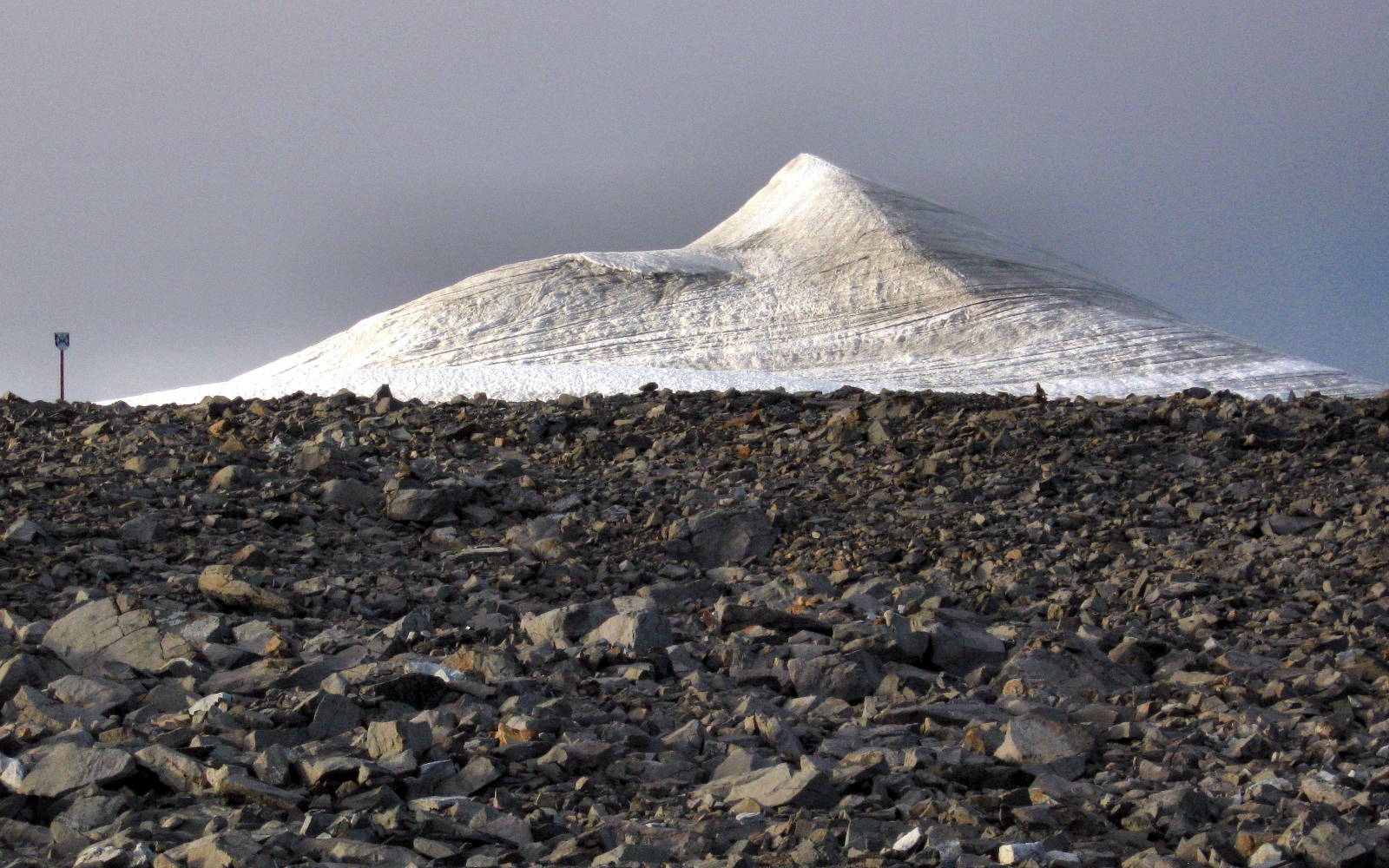
Toppglaciären i augusti 2011.
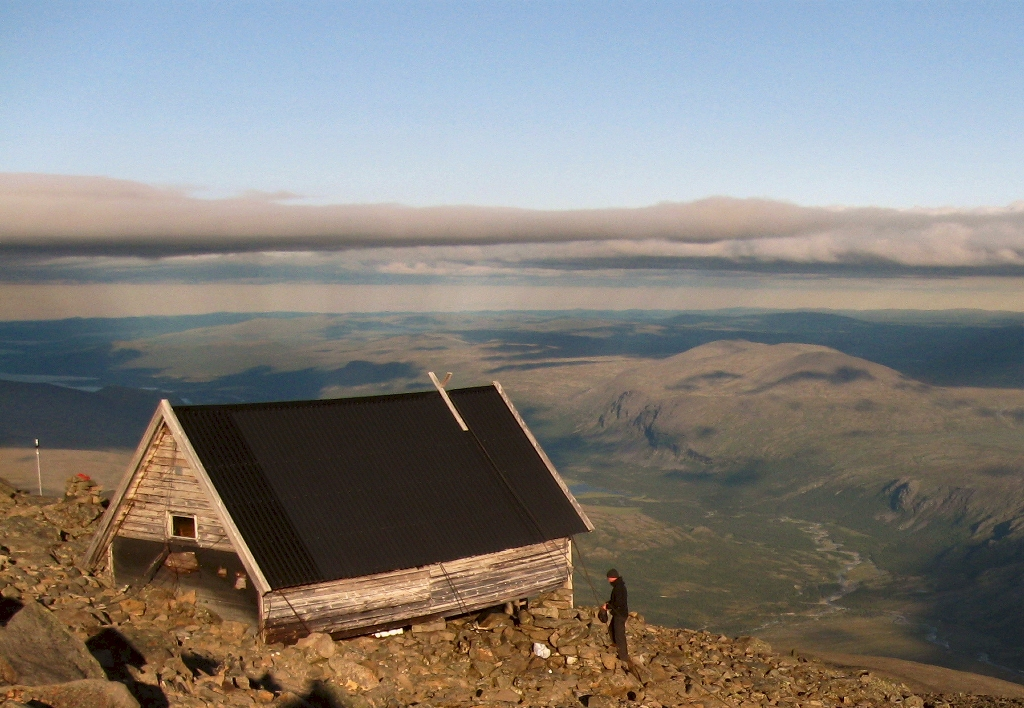
Den äldsta av nuvarande toppstugor. Stugan uppfördes 1962 och står på ca 1880 m ö.h.

## Urval av fjälltoppar i Kebnekaisemassivet
- Bálgástakčorru, 1531 m
- Čeakčahjälmen, 1876 m
- Čievrračohkka, 1363 m
- Drakryggen, 1824 m
- Duolbanjunječohkka, 1779 m
- Gármásbakti, 1075 m
- Kaskasapakte (Gaskkasbákti), 2040 m
- Gaskkasnjunji, 1693 m
- Kaskasatjåkka (Gaskkasčohkka), 2076 m
- Kebnepakte (Giebmebákti), 1981 m
- Kebnetjåkka (Giebmečohkka), 1766 m
- Kuopertjåkka (Guobirčohkka), 1512 m
- Kåkittjårro (Govggečorru), 1561 m
- Nallo (Njállu), 1614 m
- Nipals (Nijbáš), 1874 m
- Pyramiden, 1879 m
- Påssustjåkka (Bossosčohkka)
- Singitjåkka (Siŋŋičohkka), 1706 m
- Tarfalatjårro (Dárfalčorru), 1624 m
- Tjäktjatjåkka (Čeakčačohkka), 1826 m
- Tolpagorni (Duolbagorni), 1672 m
- Vierramvare (Vierranvárri), 1716 m

## Herculesolyckan
Den 15 mars 2012 flög ett norskt militärt Hercules-plan horisontellt in i bergväggen mellan Kebnekaises syd- och nordtoppar under inflygning till Kiruna flygplats. Efter intensivt sökande hittades ett stort antal vrakdelar på Rabots glaciär och också på Storglaciären.

## Konsert på sydtoppen
Den 13 juni 2013 genomfördes den första konserten på Kebnekaises sydtopp. Akribi från Göteborg genomförde en konsert med full utrustning för att uppmärksamma problemet med mödradödlighet i världen.

## Podcast på sydtoppen
Den 8 augusti 2017 spelade den svenska humorpodcasten Tack För Kaffet Podcast från Kristinehamn in avsnitt #335 på Kebnekaises sydtopp.